# Paramblyops japonica
Paramblyops japonica är en kräftdjursart som beskrevs av Murano 1981. Paramblyops japonica ingår i släktet Paramblyops och familjen Mysidae. Inga underarter finns listade i Catalogue of Life.